# Putten
Pour l'ancienne île de Putten, voir Voorne-Putten.
 (juin 2020).
 (juin 2020).
Putten est un village et une commune néerlandaise, située en province de Gueldre. Elle compte selon le Bureau central de la statistique 24 895 habitants en 2023, pour une superficie de 85, 22 km², dont 2,41 km² d'eau.

## Rafle de Putten

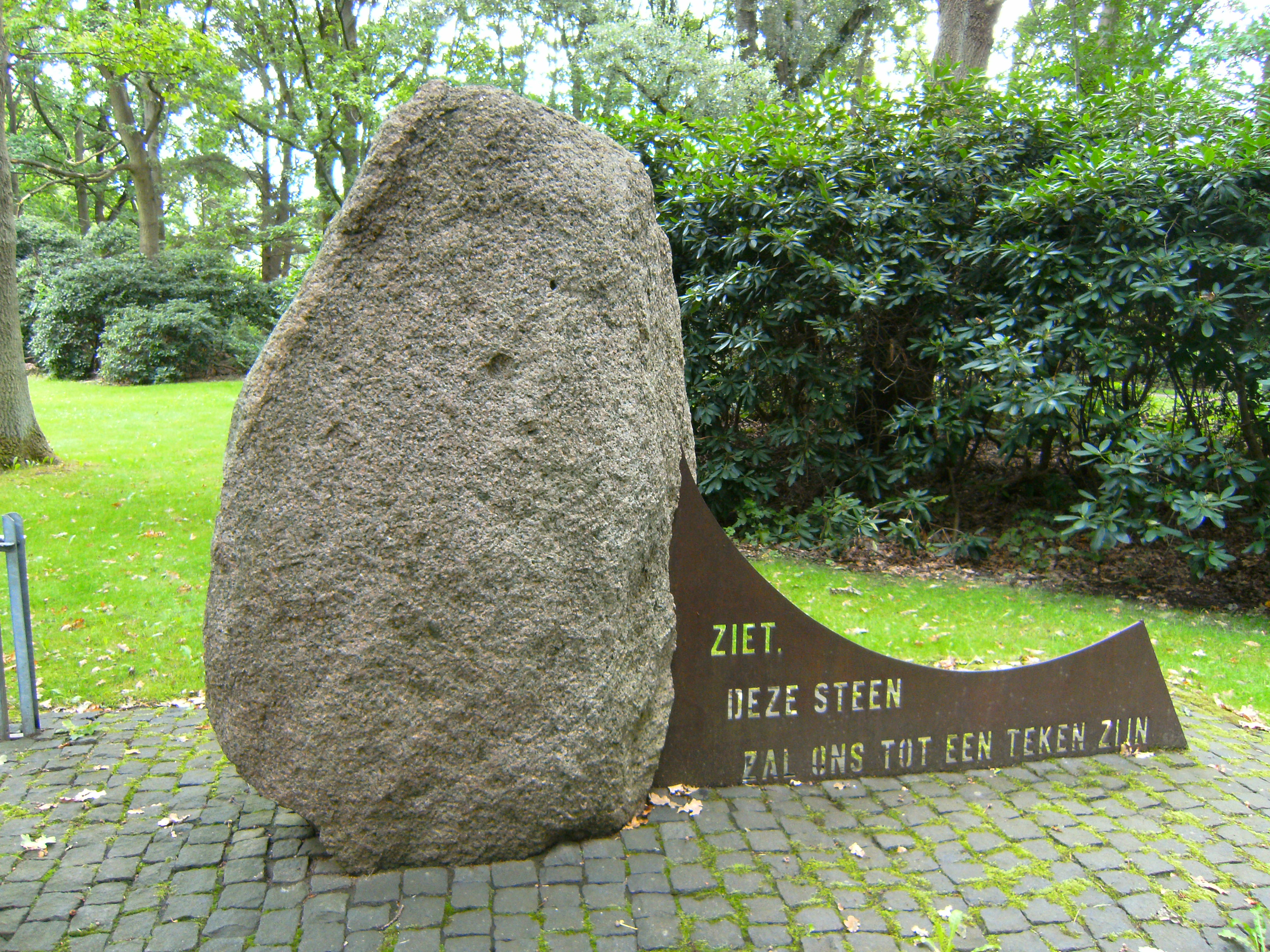
Hamburg, mémorial du camp de concentration de Neuengamme: Bois commémoratif, pierre de commémoration sur Putten. Pour garder le souvenir des victimes de la déportation.

Le 1er octobre 1944, au cours de la Seconde Guerre mondiale, les occupants allemands arrêtent 602 hommes, soit quasiment l'intégralité des hommes de la ville, dans le cadre de ce qu'on appellera la razzia van Putten. Ils sont déportés dans différents camps de concentration en Allemagne nazie. Seuls 48 d'entre eux survivront à la fin du conflit ; cette punition collective est perpétrée en représailles à une attaque de résistants néerlandais sur un transport de troupes de la Wehrmacht. Un parc de la ville est aménagé à la mémoire des victimes et compte autant de tombes symboliques que de disparus.